# Cer(III)-oxalat
Cer(III)-oxalat ist eine Verbindung des Seltenerd-Metalls Cer mit Oxalsäure. Es ist ein weißes kristallines Pulver und in Wasser und organischen Lösungsmitteln unlöslich.

## Darstellung
Die Darstellung gelingt durch Umsetzung von Oxalsäure mit Cer(III)-chlorid; letzteres ist herstellbar aus cerhaltigen Zündsteinen und Salzsäure. Das unlösliche Produkt wird dabei als kristalliner Niederschlag erhalten.
{\displaystyle \mathrm {2\ Ce^{\,3+}\ +3\ H_{2}C_{2}O_{4}+\ 9\ H_{2}O\longrightarrow 2\ Ce_{2}(C_{2}O_{4})_{3}\ {\text{·}}\ {9}\ H_{2}O\downarrow +\ 6\ H^{\,+}} }

## Reaktionen
Cer(III)-oxalat zersetzt sich beim Erhitzen ab ca. 275 °C zu den Ceroxiden Cer(III)-oxid und Cer(IV)-oxid.